# Acords d'Arusha (Ruanda)
Els acords d'Arusha, en relació amb Ruanda, van ser un conjunt de cinc acords (o protocols) signats a Arusha (Tanzània) el 4 d'agost de 1993, pel govern de Ruanda i el rebel Front Patriòtic Ruandès (RPF) de Paul Kagame, sota mediació, per posar fi a una Guerra Civil ruandesa de tres anys. Organitzat pels Estats Units, França i l'Organització de la Unitat Africana, les converses van començar el 12 de juliol de 1992 i van durar fins al 24 de juny de 1993, amb una reunió final d'una setmana a Ruanda, del 19 de juliol al 25 de juliol de 1993.

## Contingut
Els acords d'Arusha preveien l'establiment d'un govern de transició ampliat (BBTG), que inclouria al FPR insurgent i els cinc partits polítics que havien compost un govern temporal des d'abril de 1992 en previsió de les eleccions generals. Els acords incloïen altres punts que es consideraven necessaris per a una pau duradora: l'estat de dret, la repatriació dels refugiats, tant de lluita com dels acords de compartiment de poder, la integració dels guerrillers rebels en l'exèrcit governamentals i la sortida de les tropes franceses (a partir d'agost de 1992). Per tal de garantir l'aplicació d'aquests acords el 5 d'octubre de 1993 es va crear la Missió d'Assistència de les Nacions Unides a Ruanda (UNAMIR).
Al final d'aquests acords es formaria un nou govern amb 251 ministres dels quals cinc serien del Moviment Republicà Nacional per la Democràcia i el Desenvolupament (MRND), l'ex partit governant, entre ells el de Defensa, el Front Patriòtic Ruandès uns altres cinc, inclòs el d'Interior i el viceprimer ministre. El principal partit de l'oposició, el Moviment Democràtic Republicà, va rebre quatre carteres, inclosa la de primer ministre, assignada a Faustin Twagiramungu. El Partit Socialdemòcrata i el Partit Liberal van rebre tres carteres cadascun, mentre que el Partit Demòcrata Cristià en va rebre un. Faustin Twagiramungu havia de formar, a partir del 15 de desembre de 1993, un govern de transició que consagrava la reintegració dels exiliats tutsis. Les forces franceses presents sobre el territori com a Operació Noroît es van retirar el 15 de desembre de 1993, excepte algunes desenes de cooperants militars, autoritzats a quedar-se segons els acords de cooperació militar bilateral. A la fi de desembre de 1993, un batalló del FPR va ser autoritzat a instal·lar-se a Kigali, com a garantia de la seguretat dels representants del FPR que havien de participar en el nou govern. Es va crear una assemblea nacional de transició el 18 de març de 1994. Presagiant igualment la integració militar dels exiliats, un destacament de sis-cents soldats del FPR va estar autoritzat per les negociacions d'Arusha a instal·lar-se en els locals del Consell nacional de Desenvolupament (CND) (antic parlament ruandès).
L'aplicació d'aquests acords va ser retardat parcialment pel president Juvénal Habyarimana, ja que els aliats extremistes de la Coalició per la Defensa de la República (CDR) no van acceptar els termes. Agathe Uwilingiyimana va ser escollida com a primer ministre durant les negociacions d'Arusha, però en virtut dels acords hauria hagut de ser reemplaçada per Faustin Twagiramungu.
Aquests acords han servit de referència política després del genocidi dels tutsis a Rwanda. Durant el període de transició política que ha seguit fins a 2003 s'han instituït una nova constitució i les eleccions presidencials i legislatives amb sufragi universal.